# Cédric Boussoughou
Cédric Boussoughou Mabikou (sinh ngày 20 tháng 7 năm 1991 ở Moanda) is Gabonese player thi đấu cho AS Mangasport. Anh là đội trưởng của đội tuyển U-23 Gabon ở vòng loại Thế vận hội 2012 và nằm trong đội tuyển quốc gia thi ddausaa tại Cúp bóng đá châu Phi 2012.
Vào tháng 7 năm 2013, anh rời khỏi Gabon để chơi cho đội bóng Tunisia Olympique Béja.